# Уилинген
„Уилинген“ (на фламандски: Wielingen или „Вилинген“) е клас многоцелеви фрегати на въоръжение във Военноморските сили на България, а преди това на въоръжения във военноморския флот на Белгия.

## Конструиране и служба в белгийския флот
След взетото през 1970 година решение от правителството на Белгия за създаване на собствен клас многоцелеви фрегати. С конструирането на фрегатите са натоварени корабостроителниците „Булверф“ в Темсе и Антверпен, Белгия, както и в корабостроителница „Кокерил“ в Хобокен, Белгия. 
През 1990 и 1991 две от фрегатите, Вандерлаар (F912) и Вилинген (F910), взимат участие в операция "Южен бриз" (на английски: Southern Breeze) в Индийския океан, съвместно с нидерландски и френски военноморски съдове. Операцията има за цел налагане на ембаргото на ООН срещу Ирак.
След края на Студената война, следвайки плана за военна реформа „Дьолкроа“, белгийското правителство взема решение да изведе от употреба фрегатите клас „Вилинген“ и да ги подмени с нови съдове клас „Карел Доорман“ (придобити втора ръка от нидерландските ВМС). Най-новата фрегата от класа, „F913 Вестхиндер“, е изтеглена от употреба през 1993 г. и скоро след това е нарязана за скрап. 
Останалите три кораба са продадени на България. Фрегатата Ванделаар (на фламандски: Wandelaar) с номер F9112 е извадена от строя и продадена на България през 2005 година, а фрегатата - през 2008 г., в обща сделка за продажба на двете фрегати и един миночистач. Последният от тях, Вестдип (на фламандски: Westdiep) с тактически номер F911 е изведен от строя през 2007 за продажба на България.

## Оборудване

### Въоръжение
- 1х автоматично 100-mm оръдие „Крузо-Лоар“
- 1х ракетна установка с 8 противовъздушни ракети с малък обсег RIM-7
- 1х ракетна установка с 4 противокорабни ракети ММ-38 Екзосет
- 1х шестстволна 375-mm установка за изстрелване на дълбочинни бомби „Бофорс“
- 2х торпедни шахти с общо 10 торпеда тип Ecan L5 (533 mm)

### Радиолокационни и наблюдателни системи
- 1х навигационен / разузнавателен радар Келвин-Хюз 1007
- 1х наблюдателен радар DA-05 Hollandse Signaal Apparaten
- 1х насочващ радар WM-25 Hollandse Signaal Apparaten
- 2х инфрачервени насочващи камери EOMS
- 1х сонар AN/SQS-510

## Служба в българския морски флот
Три от общо четирите фрегати на Военноморски сили на България са от клас „Уилинген“.
„Ванделаар“ е първата от трите фрегати, закупени от България по това време, и цената ѝ е 23 млн. евро. С оглед на необходимостта като член на НАТО България да изпълнява мисии зад граница впоследствие са закупени още две фрегати на цена 23 милиона евро всяка, като сумата се изплаща на траншове.
През 2009 г. „Дръзки" (41) е ремонтирана още веднъж от българските „Флотски арсенал“ и ТЕРЕМ, като не се изключва възможността на фрегатите да бъде монтирана площадка за кацане на вертолети „Пантера“. 
През 2011 г. фрегатата „Дръзки" (41) участва в операцията на НАТО "Обединен защитник" за налагане на оръжейно ембарго срещу Либия.
През 2015 започва ремонт на фрегатите „Верни“ (42) и „Дръзки" (41) на сух док в корабостроителница ТЕРЕМ - Флотски арсенал. Ремонтите приключват през 2016 год.
| Фрегати клас Уилинген | Фрегати клас Уилинген | Фрегати клас Уилинген | Фрегати клас Уилинген | Фрегати клас Уилинген | Фрегати клас Уилинген                                          | Фрегати клас Уилинген | Фрегати клас Уилинген |
| Тактически номер      | Наименование          | На вода               | Във БВМС              | Състояние             | Забележка                                                      | "Морски код           | "MMSI                 |
| --------------------- | --------------------- | --------------------- | --------------------- | --------------------- | -------------------------------------------------------------- | --------------------- | --------------------- |
| 41                    | „Дръзки“              | от 21 юни 1977 г.     | от 2 ноември 2005 г.  | в строя               | бивш Белгия „Ванделаар“ (F912)                                 | LZBA                  | 207501000             |
| 42                    | „Верни“               | от 30 март 1976 г.    | от 2008 г.            | в строя               | бивш Белгия „Уилинген“ (F910) Belgian frigate Wielingen (F910) | LZBW                  | 207522200             |
| 43                    | „Горди“               | от 8 декември 1975 г. | от 2009 г.            | в строя               | бивш Белгия „Уестдип“ (F911) F911 Westdiep                     | LZBU                  | 207521000             |
|                       | „Вестиндер “          | от 30 март 1976 г.    | -                     | утилизиран            | бивш Белгия „Westhinder“                                       |                       |                       |